# Drea
Drea (em árabe: الدريعة) é uma comuna localizada na província de Souk Ahras, Argélia. De acordo com o censo de 2008, a população total da cidade era de 6 408 habitantes.